# Yeni Daşkənd
Yeni Daşkənd (conosciuto anche come Yeni Dashkend, Yeni Dashkent) è un villaggio rurale del distretto di Bərdə, in Azerbaigian, facente parte del comune di Yeni Daşkənd.